# Seuremo
Seuremo is een bestuurslaag in het regentschap Aceh Besar van de provincie Atjeh, Indonesië. Seuremo telt 571 inwoners (volkstelling 2010).